# Panemeria jocosa
Panemeria jocosa är en fjärilsart som beskrevs av Philipp Christoph Zeller 1847. Panemeria jocosa ingår i släktet Panemeria och familjen nattflyn. Inga underarter finns listade i Catalogue of Life.